# Neurortopedia bucal
Neurortopedia bucal estuda o comportamento da boca sob a ótica da neurofisiologia, dentro da ortopedia funcional dos maxilares. No tratamento são utilizados aparelhos que produzem estímulos na rede de neurônios sensoriais da boca. Estes conduzem as mensagens sensoriais para o SNC (Sistema Nervoso Central), onde são integradas e retransmitidas pelas vias motoras às estruturas que o Sistema Bucal compõe. Assim, a estética da face e as funções exercidas pela boca são restabelecidas equilibrando o sistema bucofacial.